# Mayronnes
Mayronnes település Franciaországban, Aude megyében. Lakosainak száma 44 fő (2022. január 1.). Mayronnes Caunettes-en-Val, Lairière, Rieux-en-Val, Saint-Martin-des-Puits, Taurize és Vignevieille községekkel határos.

## Népesség
A település népessége az elmúlt években az alábbi módon változott:
| Lakosok száma | 24   | 38   | 40   | 38   | 36   | 33   | 35   | 36   | 40   | 44   |
|               | 1968 | 1982 | 1999 | 2006 | 2011 | 2015 | 2017 | 2018 | 2020 | 2022 |